# Скелетон на Универсиадах
Соревнования по скелетону проводились на зимних Универсиадах единственный раз — в 2005 году как факультативный (не включённый в основную программу каждой Универсиады как обязательный) вид спорта.

## Призёры соревнований

### Мужчины
| Год  | Золото         | Серебро       | Бронза        |
| ---- | -------------- | ------------- | ------------- |
| 2005 | Chris Hedquist | Адам Пенгилли | Мартин Реттль |

### Женщины
| Год  | Золото       | Серебро     | Бронза         |
| ---- | ------------ | ----------- | -------------- |
| 2005 | Шелли Рудман | Эми Уильямс | Керстин Юргенс |

## Медальный зачёт
суммарно медали для страны во всех видах соревнований
| Место          | Страна         | Золото | Серебро | Бронза | Всего |
| -------------- | -------------- | ------ | ------- | ------ | ----- |
| 1              | Великобритания | 1      | 2       | 0      | 3     |
| 2              | США            | 1      | 0       | 0      | 1     |
| 3              | Австрия        | 0      | 0       | 1      | 1     |
| 3              | Германия       | 0      | 0       | 1      | 1     |
| Всего стран: 4 | Всего стран: 4 | 2      | 2       | 2      | 6     |